# Riu del Llinar
El Riu del Llinar és un riu de l'antic terme d'Isona, actualment pertanyent al terme municipal d'Isona i Conca Dellà.
Es forma a la Sadella, a 1.323 m. alt., al nord-oest del Tossal de Moreu, des d'on davalla cap al sud-oest, en una vall que arriba a ser molt profunda en alguns llocs, sobretot al lloc on hi ha el Pont del Llinar, per damunt del qual passa la carretera de Siall. Passa ran i al sud del Mullol i al nord de Siall. Al cap de poc rep per l'esquerra el barranquet de les Marredes i quan arriba al nord del Turó de la Colomera, juntament amb altres petits barrancs forma amb ell el barranc de la Colomera.